# Kickstart

El Kickstart es la parte del sistema operativo AmigaOS que reside en la ROM. Se considera como un equivalente a la BIOS, aunque sea más completo que un gestor de configuración de la placa base.

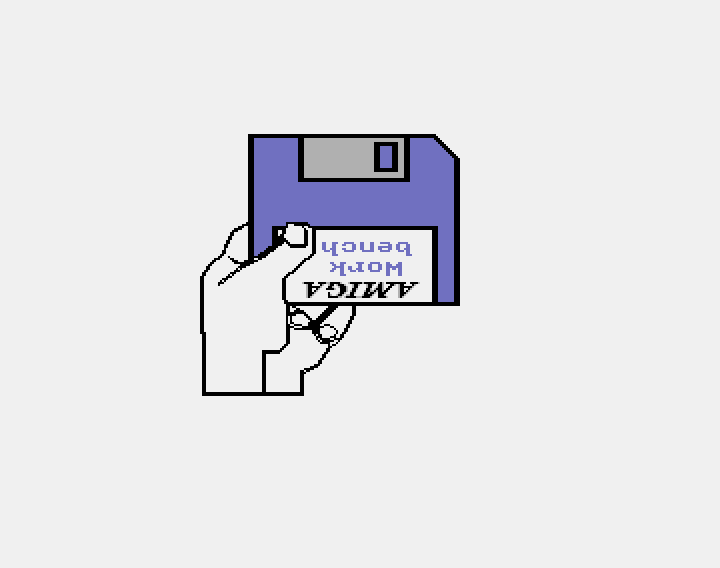
Pantalla de arranque de Kickstart en AmigaOS 1.3

Junto con el Workbench, conforman el sistema operativo del AmigaOS. No obstante, con solo el código del Kickstart es posible arrancar el Amiga directamente con el entorno de ventanas y un CLI (Interfaz de línea de comandos).

## Contenido
El Kickstart contiene:
- Un gestor de arranque (Early Startup);
- El núcleo del AmigaOS;
- Las bibliotecas más importantes
- La parte fundamental del entorno gráfico.

Además de lo mencionado, contiene el código necesario para iniciar el hardware estándar del Amiga y muchos de los componentes centrales del AmigaOS.

## Función
La función del Kickstart es comparable a la del BIOS más el núcleo del sistema operativo en un ordenador compatible IBM PC. Aun así, Kickstart posee más funciones disponibles en el arranque que lo inicialmente esperado en un PC, por ejemplo, el sistema completo de ventanas.
Al reiniciar la computadora, el Kickstart realiza un número de comprobaciones y diagnósticos al sistema y después inicia el chipset del Amiga y algunos componentes del núcleo del S.O. Entonces examina los dispositivos de arranque conectados y trata de iniciar desde uno de los de prioridad de arranque mayor.
Si el sistema no encuentra ningún dispositivo de arranque, se desplegará una pantalla pidiendo al usuario que inserte un disco de arranque, usualmente un disquete.

## Arquitectura y función
El Kickstart contiene muchas partes básicas del sistema operativo del Amiga, tales como Exec, Intuition, el núcleo del AmigaDOS y funcionalidades para utilizar expansiones de hardware mediante Autoconfig. Esto significa que un Amiga recién configurado tiene muchas de las partes esenciales de un sistema operativo disponibles. 
Versiones posteriores del Kickstart contenían drivers para controladores IDE y SCSI, puertos PC Card, entre otros hardware integrados en los Amiga.

## Modelos

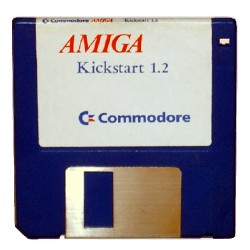
Disquete de arranque de Kickstart 1.2

El primer modelo de Amiga, el 1000, requería que el Kickstart 1.x sea cargado desde un disquete en una sección de 256 KB de la RAM, llamada writable control store(WCS). Algunos programas del A1000 (principalmente Dragon's Lair) incluían un código base alternativo para poder usar esos 256 KB extra para datos. Modelos posteriores de Amiga llevan incluido el Kickstart en un chip ROM, mejorando así los tiempos de arranque. El A1000 también se puede modificar para incluir dichos chips.
El Kickstart estaba almacenado en chips de ROM de 256 KB en las versiones anteriores al AmigaOS 2.0. Las versiones posteriores usan chips de ROM de 512 KB, conteniendo nuevas y mejoradas funcionalidades. El Commodore Amiga CD32 incluye una ROM de 1 MB (Kickstart 3.1) con firmware adicional y un sistema de archivos integrado para soportar unidades de CD-ROM.
Los primeros modelos Amiga 3000 fueron, al igual que el A1000, empaquetados con el Kickstart en un disquete, debido a que incluían la versión 1.4 beta en ROM. Tanto el Kickstart 1.3 como el 2.0 podían extraerse en una partición llamada específicamente WB_1.3 o WB_2.x, respectivamente, e incluido en DEVS:kickstart, un sistema de localización absoluto de donde el sistema A3000 lo encuentra en el arranque y lo copia en RAM. Estos A3000 iniciales soportaban la inclusión del Kickstart tanto en ROM como en disquete, aunque no de manera simultánea. Un A3000 configurado para usar imágenes del Kickstart en disco tiene el beneficio de ser capaz de arrancar desde varias versiones de AmigaOS con niveles altos de compatibilidad, simplemente seleccionando la imagen apropiada en el arranque.
El Commodore CD-TV incluyó ROMs con firmware adiciona que, técnicamente, no son parte del Kickstart. La ROM del firmware original del CD-TV requería ser actualizada para instalar una versión del Kickstart posterior a la 1.3.

### AmigaOS 2.1
El AmigaOS 2.1 es solo una actualización de software y no tiene una serie de chips ROM correspondiente. El Workbench 2.1 funciona en todas las ROMs Kickstart de la familia 2.0x. Las versiones posteriores del AmigaOS (3.5 y 3.9) son también actualizaciones solo software y no incluyen ROMs correspondientes, necesitando en su lugar el Kickstart 3.1. A partir de la versión 3.5 del AmigaOS se usa un sistema de componentes basados en un fichero ROM que reemplazan los chips ROMs.

## Versiones
Las versiones del Kickstart, existentes hasta la fecha, son:
| Versión del Kickstart | Lanzado con el modelo                         | Fecha de lanzamiento | Capacidad de la ROM |
| --------------------- | --------------------------------------------- | -------------------- | ------------------- |
| 1.0 - 1.1             | Amiga 1000                                    | 1985                 | 256 kB              |
| 1.2                   | Amiga 500, Amiga 2000                         | 1987                 | 256 kB              |
| 1.3                   | Amiga 500, Amiga 2000, CD-TV, Amiga 3000      | 1988                 | 256 kB              |
| 1.4                   | Amiga 3000                                    | 1990                 | 512 kB              |
| 2.0                   | Amiga 500+, Amiga 600, Amiga 2000, Amiga 3000 | 1990                 | 512 kB              |
| 3.0                   | Amiga 1200, Amiga 4000                        | 1992                 | 512 kB              |
| 3.1                   | Amiga 1200, Amiga 4000T                       | 1993                 | 512 kB              |
| 3.1                   | Amiga CD32                                    | 1993                 | 1 MB                |

- Datos: Q1637801
- Multimedia: Amiga Kickstart / Q1637801